# Arvid Andersson
|  | No s'ha de confondre amb Arvid Andersson-Holtman. |

Arvid Leander Andersson (Kila, 9 de juliol de 1881 – Estocolm, 7 d'agost de 1956) va ser un esportista suec que va competir a començaments del segle xx. Especialista en el joc d'estirar la corda, guanyà una medalla d'or en aquesta competició als Jocs Olímpics d'Estocolm de 1912, formant part de l'equip de la Policia d'Estocolm.